# Llista d'episodis de La sagrada família
La sèrie de televisió catalana La sagrada família consta de dues temporada amb un total de 28 episodis. Fou estrenada a Catalunya per TV3 el 18 de gener de 2010.

## Temporades
| Temporada | Temporada | Episodis | Estrena a Catalunya    | Final                  | Final |
| --------- | --------- | -------- | ---------------------- | ---------------------- | ----- |
|           | 1         | 15       | 18 de gener de 2010    | 31 de maig de 2010     |       |
|           | 2         | 13       | 18 de setembre de 2011 | 11 de desembre de 2011 |       |

## Llista d'episodis

### Primera temporada
| 652.000 espectadors / 19,7% |
| 533.000 espectadors / 16,7% |
| 548.000 espectadors / 16,7% |
| 413.000 espectadors / 13,2% |
| 414.000 espectadors / 13,3% |
| 595.000 espectadors / 18,2% |
| 496.000 espectadors / 17,5% |
| 314.000 espectadors / 10,5% |
| 509.000 espectadors / 15,8% |
| 445.000 espectadors / 13,7% |
| 439.000 espectadors / 14,4% |
| 394.000 espectadors / 12,6% |
| 414.000 espectadors / 13,2% |
| 439.000 espectadors / 14,7% |
| 497.000 espectadors / 16,8% |

### Segona temporada
| 328.000 espectadors / 10,4% |
| 255.000 espectadors / 9%    |
| 340.000 espectadors / 11%   |
| 416.000 espectadors / 13,1% |
| 189.000 espectadors / 7,3%  |
| 307.000 espectadors / 10%   |
| 255.000 espectadors / 9,1%  |
| 390.000 espectadors / 12,2% |
| 343.000 espectadors / 10%   |
| 293.000 espectadors / 8,8%  |
| 325.000 espectadors / 10,2% |
| 369.000 espectadors / 11,2% |
| 369.000 espectadors / 11,2% |